# Myriam Chimènes
Myriam Chimènes est une musicologue française, née à Paris le 6 janvier 1952.

## Biographie
Myriam Chimènes est une musicologue française, directrice de recherches émérite au CNRS (IReMUS), habilitée à diriger des recherches. Spécialisée en histoire sociale de la musique, elle consacre ses recherches à l’histoire de la musique en France entre 1870 et 1970 avec pour axes principaux : le fonctionnement de la vie musicale (politiques publiques, mécénat, musique et société), l’œuvre de Claude Debussy (participation à l’édition critique des œuvres complètes, direction de l’ancien Centre de documentation Claude-Debussy et de la revue Cahiers Debussy), l’édition critique d’écrits sur la musique et encore la vie musicale pendant la Seconde Guerre mondiale.
Elle est membre honoraire du comité de lecture de la Revue de musicologie de la Société française de musicologie.

## Publications

### Monographies
- Mécènes et musiciens. Du salon au concert à Paris sous la IIIe République, Paris, Fayard, 2004, 775 p. (ISBN 2-213-61696-5, BNF 39147431)

### Éditions critiques
- Francis Poulenc, Correspondance 1910-1963 : réunie, choisie, présentée et annotée par Myriam Chimènes, Paris, Fayard, 1994, 1128 p. (ISBN 2-213-03020-0, BNF 36682100)
- Marguerite de Saint-Marceaux, Journal : édité sous la direction de Myriam Chimènes, Paris, Fayard, 2007, 1467 p. (ISBN 978-2-213-62523-2, BNF 41029396)
- Henry Barraud, Un compositeur aux commandes de la radio : essai autobiographique : édité sous la direction de Myriam Chimènes et Karine Le Bail, Paris, Fayard-BnF, 2010, 1127 p. (ISBN 978-2-213-65503-1, BNF 42324440)

### Ouvrages collectifs publiés sous sa direction
- La vie musicale sous Vichy : sous la direction de Myriam Chimènes, Bruxelles, Complexe, 2001, 420 p. (ISBN 2-87027-864-0, BNF 37684437)
- La musique à Paris sous l’Occupation : sous la direction de Myriam Chimènes et Yannick Simon, Paris, Fayard-Cité de la Musique, 2013, 254 p. (ISBN 978-2-213-67721-7, BNF 43716474)
- Regards sur Debussy : sous la direction de Myriam Chimènes et Alexandra Laederich  (préf. Pierre Boulez), Paris, Fayard, 2013, 584 p. (ISBN 978-2-213-67258-8, BNF 43595103)
- Henry Prunières, 1886-1942 : un musicologue engagé dans la vie musicale de l'entre-deux-guerres : édité sous la direction de Myriam Chimènes, Florence Gétreau et Catherine Massip, Paris, Société française de musicologie, 2015, 579 p. (ISBN 978-2-85357-246-0, BNF 44445532)

## Distinctions
- 2005 : Prix spécial du jury du Prix des Muses pour son ouvrage Mécènes et musiciens. Du salon au concert à Paris sous la IIIe République.
- 2011 : Prix spécial du jury du Prix des Muses pour l’édition sous sa direction de l'ouvrage Henry Barraud, Un Compositeur aux commandes de la radio.